# Catedral de Batumi
La catedral de Batumi o catedral de la Natividad de la Santísima Virgen (idioma georgiano: ღვთისმშობლის შობის სახელობის საკათედრო ტაძარი), es la catedral actual de las diócesis de Batumi y Laza de la Iglesia Ortodoxa de Georgia en Batumi. Construida como iglesia católica en 1903 a expensas de los hermanos Zubalashvili.

## Historia
El templo fue erigido en 1898-1903, por Stepan Zubalashvili en memoria de su fallecida madre Elizabeth, quien le había pedido construir una iglesia católica en Batumi. Stepan invitó para su edificación a artistas y arquitectos de Italia. El costo total de construcción fue de 250 mil de rublos.
Durante los años del poder soviético, el templo fue amenazado con su destrucción. Entre los que hablaron en su defensa estaba el escritor Konstantin Gamsakhurdia . El director Tengiz Abuladze basó en esta historia la película Arrepentimiento. Como resultado, el edificio se conservó y en diferentes años se utilizó para diferentes propósitos: hubo un laboratorio de alto voltaje, un archivo y otras instituciones.
En la década de 1970, el templo fue restaurado y en la década de 1980, transferido a la Iglesia Ortodoxa de Georgia. El 16 de mayo de 1989, el patriarca católico de Georgia, Elías II, consagró el templo, después de lo cual se bautizaron unas 5 mil personas.
Por orden del Ministro de Cultura y Protección de Monumentos n.º 3/31 de fecha 21 de febrero de 2011, la catedral se incluyó en la lista de sitios del patrimonio cultural, monumentos históricos y culturales de Batumi. 
En la actualidad, la iglesia es la actual catedral de la diócesis de Batumi y Laza de la Iglesia Ortodoxa de Georgia.

## Arquitectura
El templo está construido en piedra blanca en estilo neogótico. El interior está decorado con piedra roja y adornos azul-oro característicos de la arquitectura neogótica.
En los nichos, a la derecha e izquierda de la entrada al templo, hay esculturas de Santa Nina y el apóstol Andrés.